# Station Bellegarde
Station Bellegarde (Frans: Gare de Bellegarde) is een spoorwegstation in Bellegarde-sur-Valserine in de Franse gemeente Valserhône.
In verband met de heropening van de lijn naar Bourg-en-Bresse is op 12 december 2010 een nieuw station geopend die aan de nieuwe spoorbocht staat van Bourg-en-Bresse naar Genève/Évian-les-Bains. De oude verbindingsboog van het oude station naar Bourg-en-Bresse is opgebroken.

## Treindiensten
| Serie | Treinsoort          | Route                        | Bijzonderheden |
| ----- | ------------------- | ---------------------------- | -------------- |
| L6    | Léman Express (CFF) | Genève-Cornavin – Bellegarde |                |